# Touraine-amboise
Le touraine-amboise, ou plus simplement un amboise, est un vin produit par dix communes bordant les deux rives de la Loire, à l'est la ville d'Amboise et de son château royal. Il s'agit d'une dénomination géographique au sein de l'appellation d'origine contrôlée touraine.
Il constitue une dénomination spécifique depuis son extraction de l'AOC touraine en 1954. La production annuelle est de 9 000 hl de vin, répartis en rouge, rosé, blanc tranquille. Du vin effervescent est également produit sur le territoire de l'AOC, mais il ne peut prétendre à l'appellation spécifique touraine-amboise et reste donc catégorisé en AOC touraine.

## Histoire

### Préhistoire et Antiquité

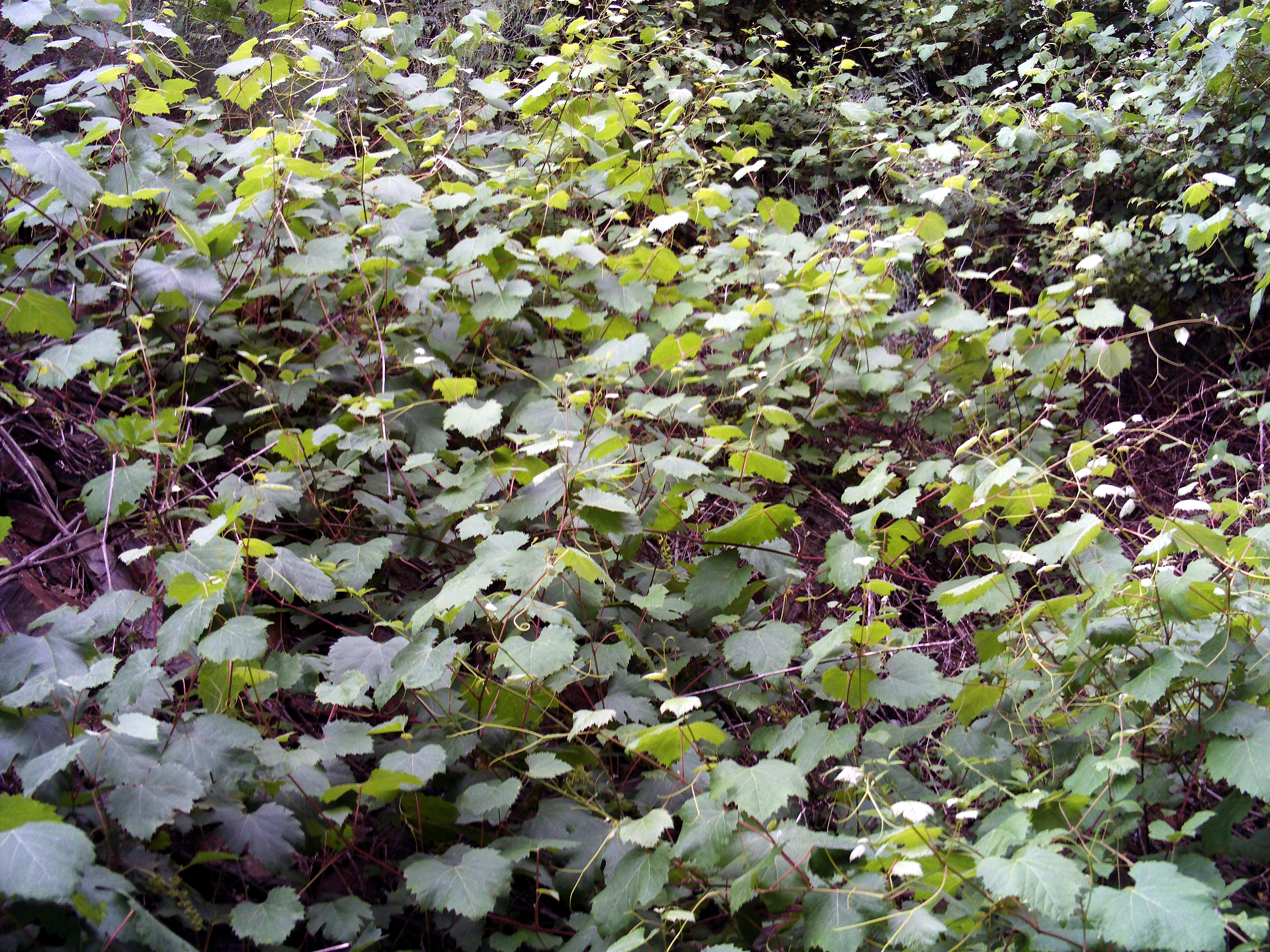
Vigne sauvage.

Il existe des traces de l'occupation humaine des coteaux de la moyenne vallée de la Loire au paléolithique et au néolithique. Le plateau des Châtelliers, sur le bord duquel est bâti le château d'Amboise, recèle un des plus importants sites néolithiques chasséens des Pays de Loire. Une hache en silex local, et un poignard en silex de la région du Grand-Pressigny, ont été découverts à l'ouest du bourg de Limeray. L'habitation notable et permanente semble commencer à l'âge du bronze (environ 5 000 ans avant notre ère) et les implantations importantes dans les vallées datent du bronze final, entre -1200 et - 750. À cette époque, après la dernière glaciation, la vigne existait déjà à l'état de vigne sauvage, une variété de liane se développant en lisière des forêts et sur les sols de cailloutis, mais la fabrication du vin était inconnue.
Au début de notre ère, le géographe Pline l'Ancien (23 à 79 ap. notre ère) décrit la viticulture gauloise, déjà fort développée, mais il ne cite pas de vin en provenance des bords de Loire. Si le vignoble nantais date du tout début de l'occupation romaine, dans le centre du cours de la Loire, la tradition populaire fait débuter la culture de la vigne en Touraine à la fondation de l'Abbaye de Marmoutier par saint Martin en 372. La Chute de l'Empire Romain, et les siècles troublés du haut Moyen Âge qui suivirent, interrompirent le développement de la production du vin, son emploi étant limité aux usages religieux et médicaux des monastères comme le note Sulpice-Sévère au sujet des repas dans l'abbaye de Marmoutier, à la fin du IVe siècle : « Tous mangeaient ensemble après l'heure du jeûne; on ne connaissait pas le vin, sauf quand on y était contraint par la maladie ». Plusieurs légendes concernant les effets du vin sur l'homme, ou la taille de la vigne, sont attribuées à saint Martin de Tours.

### Moyen Âge

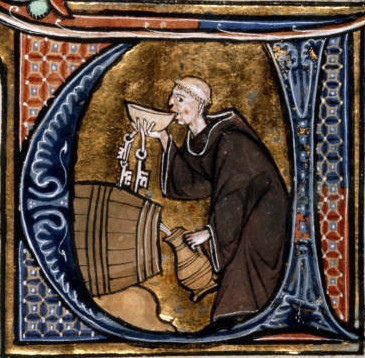
Moine goûtant son vin.

Viticulture monastique

On ne dispose pas d'informations sur la culture de la vigne et la production de vin sur le territoire spécifique des environs d'Amboise au Moyen Âge. On ne peut donc que faire des extrapolations à partir de l'histoire viticole régionale, en supposant que les circonstances locales différaient peu.
Au haut Moyen Âge, le plus ancien témoignage semble être celui de Grégoire de Tours qui décrit les dégâts causés à la vigne par le mauvais temps au printemps de l'année 587. Il fait état, à plusieurs reprises, des vignes de la Basilique Saint-Martin de Tours. À cette époque, la basilique possédait la villa de Nazelles, à proximité immédiate d'Amboise, mais il n'est pas possible de savoir si elle était déjà plantée de vignes.
À partir du XIe siècle, la plupart des monastères et abbayes qui s'échelonnent sur les rives de la Loire entreprennent la culture de la vigne, favorisée par les facilités offertes par le transport fluvial du vin. Une charte datée d'août 1260 fait état d'un accord conclu entre les religieuses du prieuré de Moncé à Limeray et une certaine « Johanne, dame de Mont-Evran », portant notamment sur de nombreux muids de vin, ce qui confirme la présence d'une activité viticole importante au cœur du territoire de l'AOC dès cette époque. La Loire facilitait alors le transport du vin, un texte décrit un clerc de Chinon utilisant ce moyen pour acheminer son vin jusqu'à Nantes.

### Période moderne
On doit à la prose truculente de Rabelais la popularité des vins de Touraine, à travers l'apologie de la « dive bouteille » : 
 «...En la tant divine liqueur,

Qui est dedans tes flancs reclose,

Bacchus, qui fut d'Inde vainqueur,

Tient toute vérité enclose.
Le vin d'Amboise était particulièrement apprécié par le roi Louis XI, qui publia une charte ordonnant de vendre le vin d'Amboise avant tout autre sur le marché de Tours. Il institua par ailleurs en 1477 une donation annuelle de cent muids de ce vin aux religieux de l'église de Cantorbéry. C'était aussi le vin couramment servi à la table du roi François Ier, ce qui lui aurait fait dire : « Bien que je n’y naquis point, je fus élevé à Amboise et, ma vie durant, eu toujours souvenance du divin breuvage de cette belle cité de Touraine, si chère à mon cœur. »

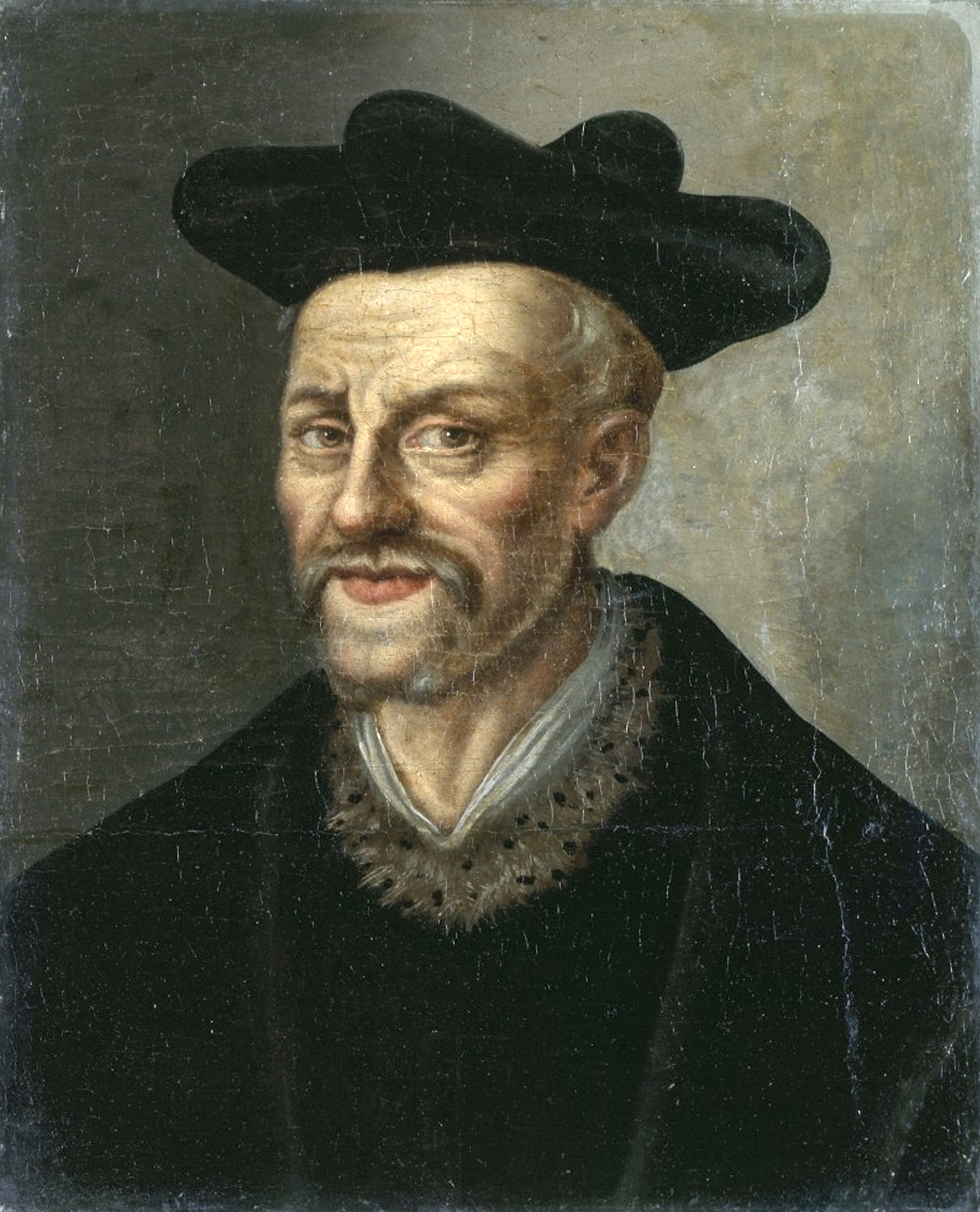
François Rabelais..
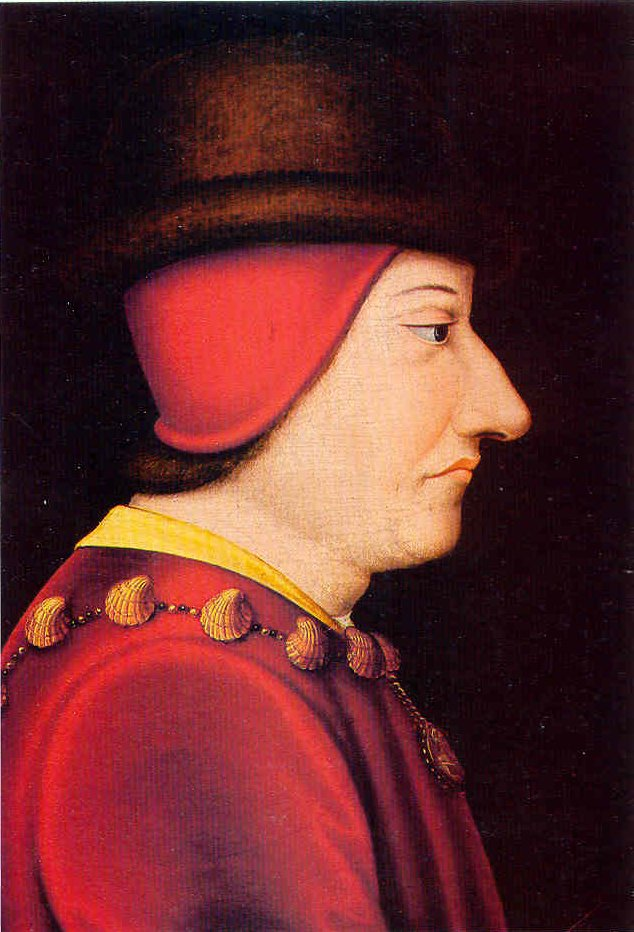
Louis XI
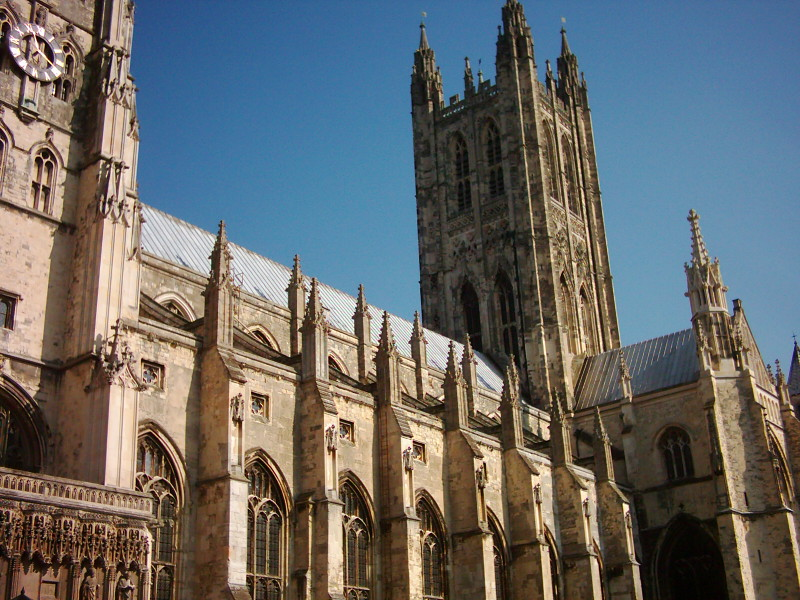
Cathédrale de Cantorbéry.
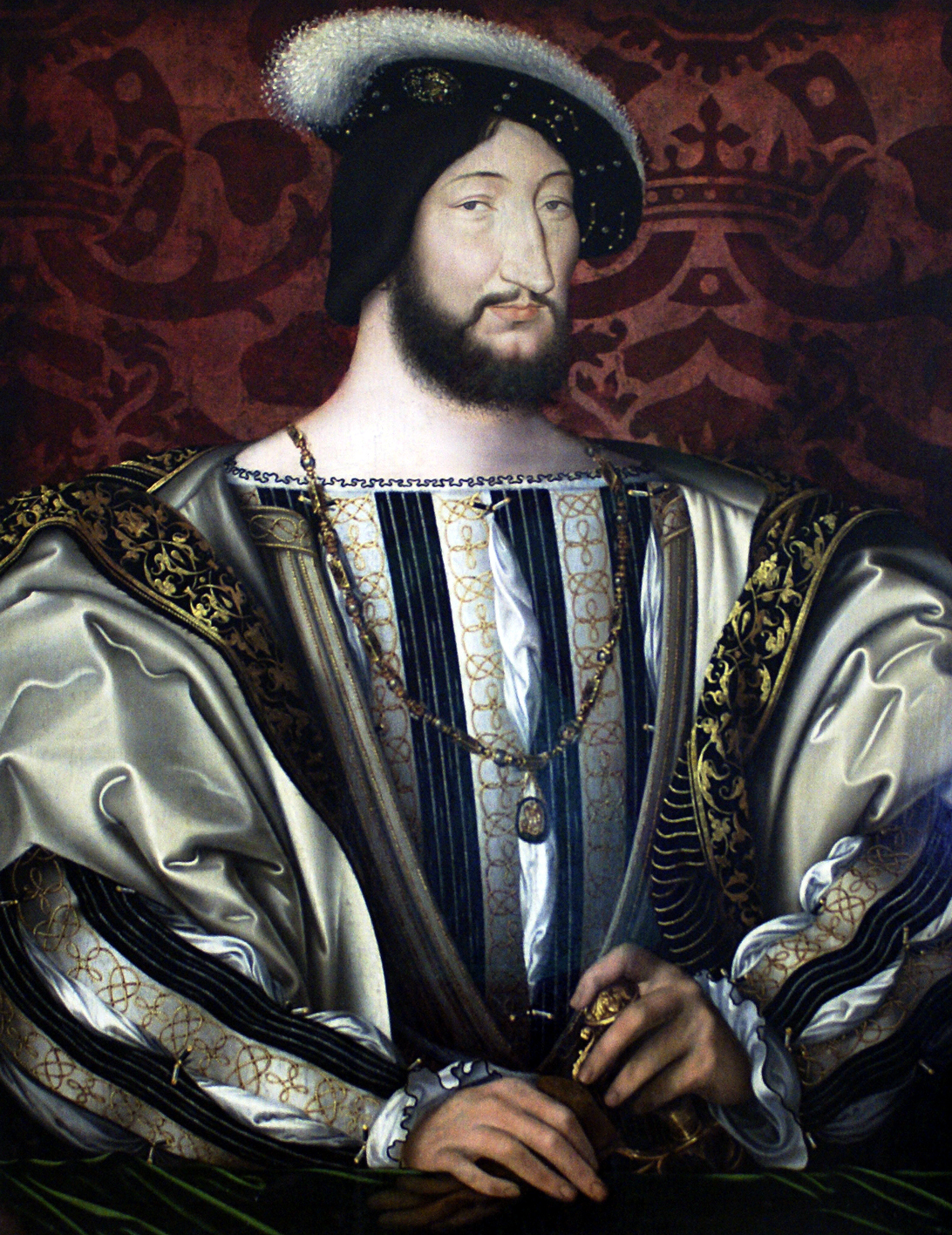
François Ier.

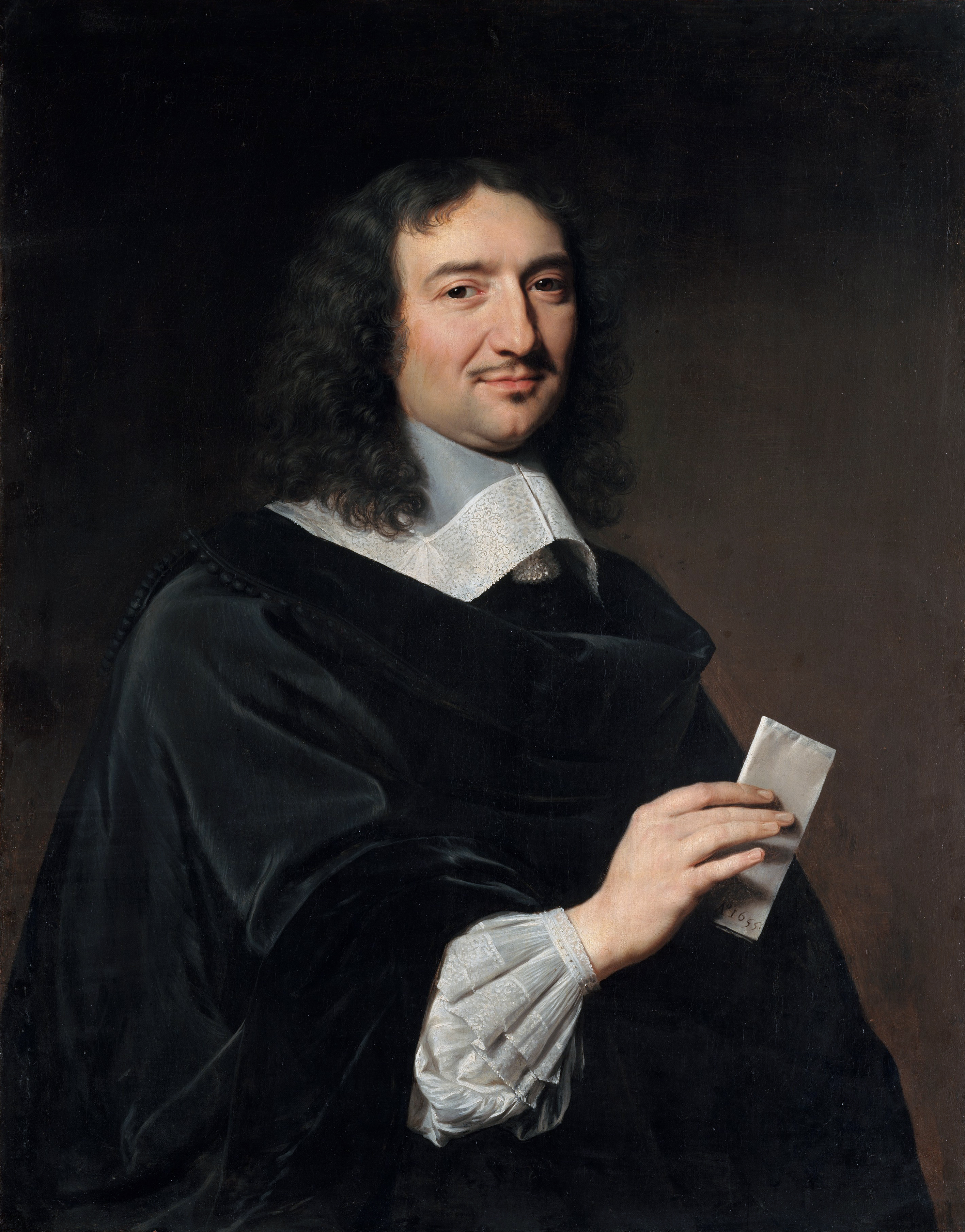
Jean-Baptiste Colbert.

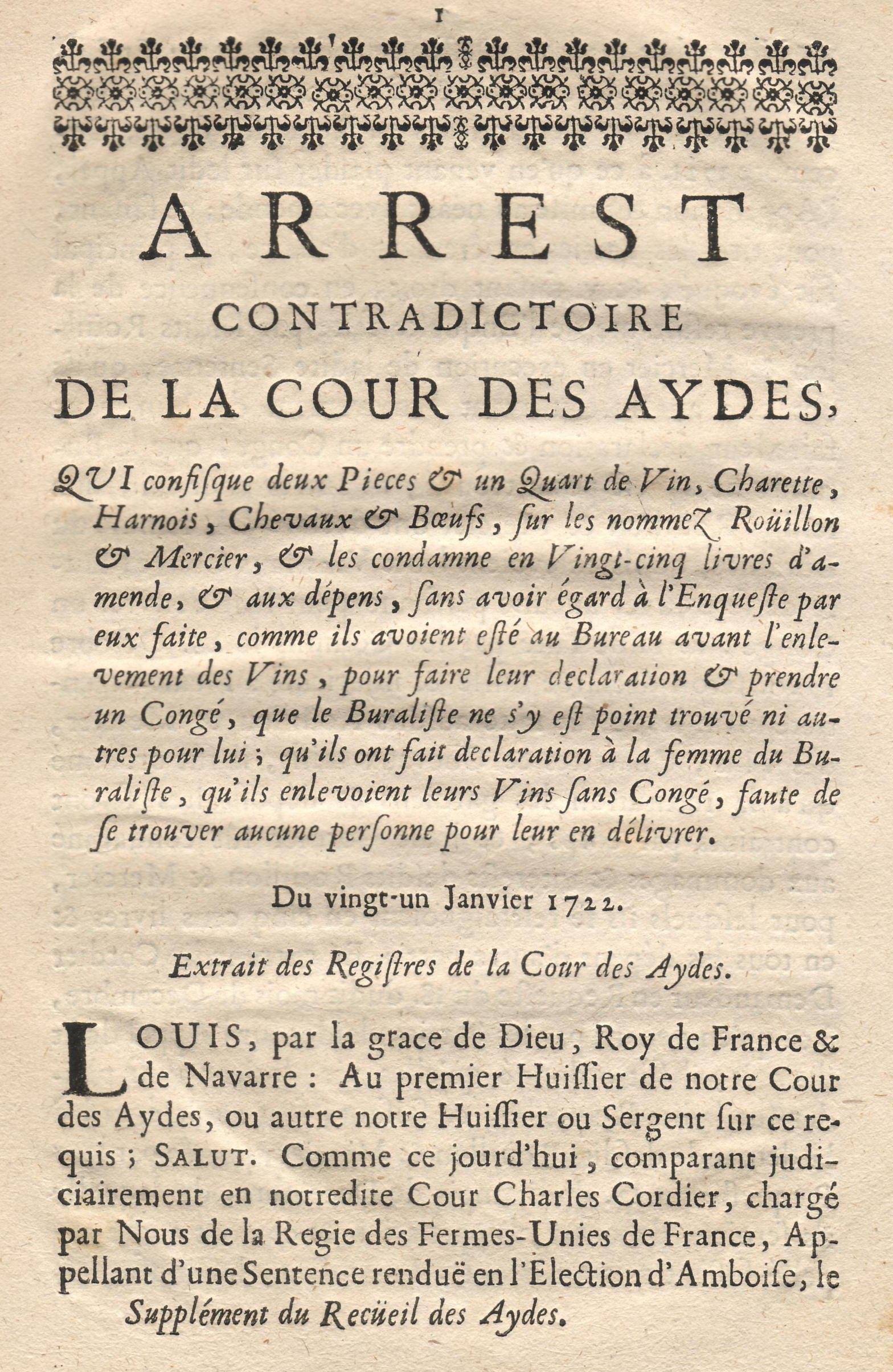
Jugement concernant une absence de congé sur un transport de vin à Amboise en 1722.

Deux facteurs essentiels furent à l'origine du développement des vins tourangeaux dans la période allant du XVIe siècle au XVIIIe siècle. Le premier fut un arrêt du parlement de Paris, en date du 14 août 1577, interdisant aux marchands de vin parisiens de s'approvisionner à moins de vingt lieues de leur ville. La vallée de la Loire étant facilement accessible par route depuis la capitale, la demande se développa rapidement sur l'Orléanais, puis sur la Touraine. L'attrait des Hollandais pour les vins blancs du Val de Loire fut le second facteur. Pour assurer leurs importations, ils installèrent leurs courtiers dans plusieurs comptoirs du Val de Loire, dont un à Amboise.
En fait, les Hollandais étaient essentiellement des intermédiaires qui entreposaient et revendaient les productions françaises dans le monde entier, réalisant au passage des profits substantiels. Colbert tenta de leur enlever ce monopole en créant une compagnie de commerce pour exploiter directement leur marché. En représailles, les Hollandais frappèrent d'une surtaxe considérable divers articles de nos manufactures, mais aussi les eaux-de-vie et les vins. Les exportations s'en trouvèrent freinées et il en résulta un développement de la quantité aux dépens de la qualité. Par ailleurs, les cultures céréalières furent souvent abandonnées au profit de la culture de la vigne, même sur des terrains inappropriés.

### Période contemporaine
Au début du XIXe siècle, la viticulture devint une des principales ressources économiques locale. C'était sans compter sur les ravages causés par le mildiou et le phylloxéra, fléaux qui apparurent dans la région en 1882. Les désastres furent d'autant plus considérables que les Tourangeaux commencèrent par refuser l'arrachage des vignes et essayèrent de les soigner en les traitant au sulfure de carbone, sans grands résultats.
« Quant au phylloxéra, les viticulteurs ont eu le tort, au début, de ne pas engager la lutte. Le mal a pris des proportions inquiétantes. Toutefois les syndicats de défense ont réussi, sur nombre de points, à maintenir le vignoble en pleine production. Dans la Touraine, par contre, rien de semblable à cette agitation. Le rapport du préfet au conseil général d'Indre-et-Loire est muet là-dessus. L'indifférence est profonde. Le tempérament tourangeau se prête mal à ces efforts; d'autre part, les animosités politiques font oublier les maux réels du pays. Cependant la Touraine a déjà perdu beaucoup de vigne ; sur plus d'un point on peut constater les arrachages de ceps. C'est une fortune immense qui s'en va. »,
Après un nouvel encépagement à partir de greffes sur des plans américains, le vignoble sera reconstitué entre 1901 et 1905. Malgré cela, le déclin sera progressif, avec des crises successives provoquées par l'effondrement des cours en 1906-1907 puis par la surproduction dans les années 1922-1923. Il faudra attendre le lendemain de la Seconde Guerre mondiale pour voir la tendance s'inverser grâce à une amélioration de la qualité découlant de l'utilisation de cépages nobles et par l'attrait pour les vins effervescents de qualité, en alternative au champagne. Le développement du tourisme sera aussi déterminant pour faciliter l'écoulement des récoltes.
Constitution de l'AOC
Au milieu du XXe siècle le vignoble, situé aux alentours du Château d'Amboise, qui avait été originellement classé dans l'AOC "coteaux-de-touraine" par le décret du 24/12/1939, obtiendra son appellation spécifique touraine-amboise en 1954, portant à l'origine sur neuf communes du département d'Indre-et-Loire, trois sur la rive gauche de la Loire (Amboise, Chargé, Mosnes) et six sur la rive droite (Cangey, Limeray, Pocé-sur-Cisse, Nazelles-Négron, Saint-Ouen-les-Vignes, Montreuil-en-Touraine). La commune de Saint-Règle (rive gauche) sera ajoutée à l'appellation par un décret en date du 2/8/2005. En 1967, la Commanderie des Grands Vins d'Amboise sera créée pour assurer sa promotion.

## Étymologie
L'origine étymologique de l'appellation touraine-amboise est assez transparente : elle est constituée du nom de la province : la Touraine (qui tire elle-même son nom du peuple gaulois des Turones qui l'occupait) suivi, depuis 1954, du nom de la ville d'Amboise qui est la plus célèbre des communes constitutives.

## Situation géographique

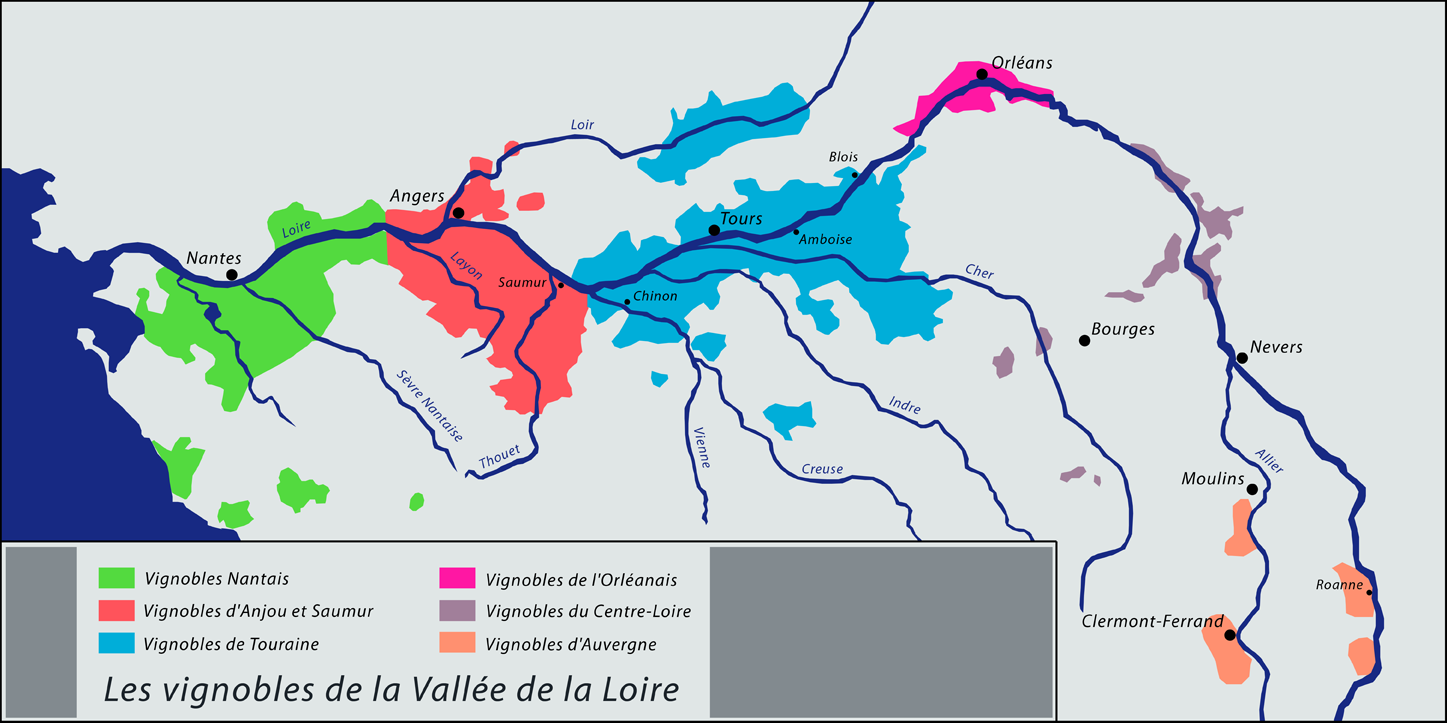
Vignobles de la vallée de la Loire

### Orographie
Le territoire des communes de l’AOC touraine-amboise est essentiellement constitué par un plateau situé entre 105 et 130 m d’altitude, séparé en deux par la large vallée de la Loire, d’une altitude moyenne d’environ 55 m, bordée de coteaux aux pentes souvent abruptes.

### Géologie

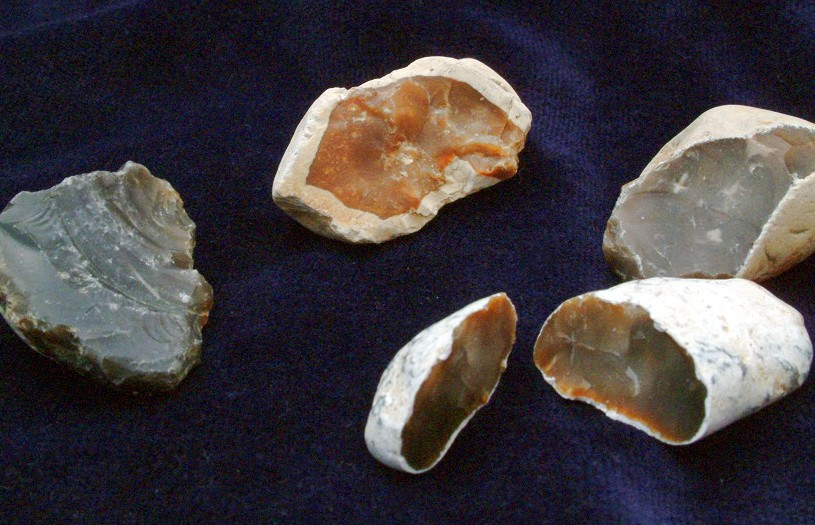
Silex divers

La large vallée de la Loire est constituée d’un mélange de sable et de limon charriés par le fleuve. Les coteaux situés de part et d’autre, sont constitués par un mélange d’argiles et d’éléments provenant des plateaux. Le vignoble est essentiellement localisé sur les plateaux, plus rarement sur le haut des coteaux. Les plateaux sont recouverts d’une faible épaisseur de limon argilo-sablonneux apporté par le vent. Sous ce limon se trouve un poudingue polygénétique datant de l’éocène supérieur, mélange d’argiles de couleurs variées et de cailloutis composés de silex roulés, de chailles du jurassique et de grains de quartz. D'une façon générale, les sols de ce terroir viticole peuvent être carbonatés, sur tuffeau en haut des pentes, ou, plus souvent, siliceux et assez lourds, sur sables et graviers argileux.

### Climatologie
La Touraine se situe au carrefour des influences océaniques et continentales. La succession de vallées orientées est-ouest, où l'influence continentale est plus atténuée, favorise l'existence de microclimats particulièrement propices à la culture de la vigne.
La plus proche station météorologique dont les relevés sont accessibles est celle de Tours.
| Mois                              | jan. | fév. | mars | avril | mai  | juin | jui. | août | sep. | oct. | nov. | déc. | année |
| --------------------------------- | ---- | ---- | ---- | ----- | ---- | ---- | ---- | ---- | ---- | ---- | ---- | ---- | ----- |
| Température minimale moyenne (°C) | 1,6  | 2    | 3,3  | 5     | 8,4  | 11,4 | 13,1 | 12,9 | 10,8 | 7,9  | 3,8  | 2,3  | 6,9   |
| Température moyenne (°C)          | 4,2  | 5,1  | 7,3  | 9,6   | 13,2 | 16,5 | 18,9 | 18,6 | 16,1 | 12,3 | 7,1  | 4,8  | 11,2  |
| Température maximale moyenne (°C) | 6,9  | 8,2  | 11,3 | 14,3  | 18,1 | 21,7 | 24,6 | 24,3 | 21,4 | 16,7 | 10,5 | 7,4  | 15,4  |
| Précipitations (mm)               | 63,3 | 61,6 | 54,3 | 51,4  | 67,5 | 47,5 | 53   | 40,9 | 54,3 | 61   | 63   | 65,9 | 683,7 |

Conséquences possibles du réchauffement climatique
Selon les conclusions de deux études publiées aux États-Unis (dont une menée par l’INRA de Colmar), sur les conséquences du réchauffement climatique sur la viticulture, les vignobles du Val de Loire devraient être parmi les principaux bénéficiaires de l’augmentation progressive des températures. En se fondant sur les statistiques de ventes aux enchères de Sotheby's, ces études considèrent que la température optimale pour la qualité du vin a été atteinte, dans la plupart des régions viticoles françaises, durant les dix dernières années, alors qu’il reste une marge de progression d’environ 0,8 °C pour atteindre cet optimum en bord de Loire. Selon ces conclusions, les vins de la région pourraient, de ce fait, se rapprocher des sommets sans avoir à modifier leur encépagement,.

## Vignoble

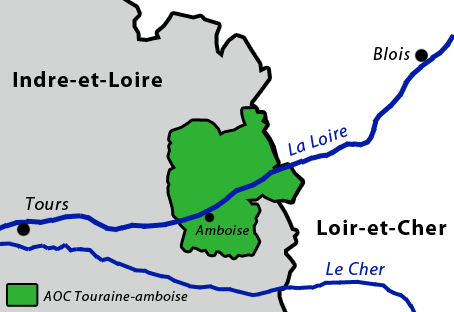
Carte de L'AOC Touraine-Amboise.

### Présentation
Le vignoble s'étend en Indre-et-Loire sur les communes d'Amboise, Chargé, Mosnes, Cangey, Limeray, Pocé-sur-Cisse, Nazelles-Négron, Saint-Ouen-les-Vignes, Montreuil-en-Touraine et Saint-Règle.
Le vignoble s'étend sur 220 hectares avec une production annuelle de 9 000 hl, répartie en 60 % de rouge, 30 % de rosé et 10 % de blanc.

### Encépagement
- Pour les vins rouges et rosés : côt[25].
- Pour les vins blancs : chenin blanc appelé localement "pineau de la Loire".

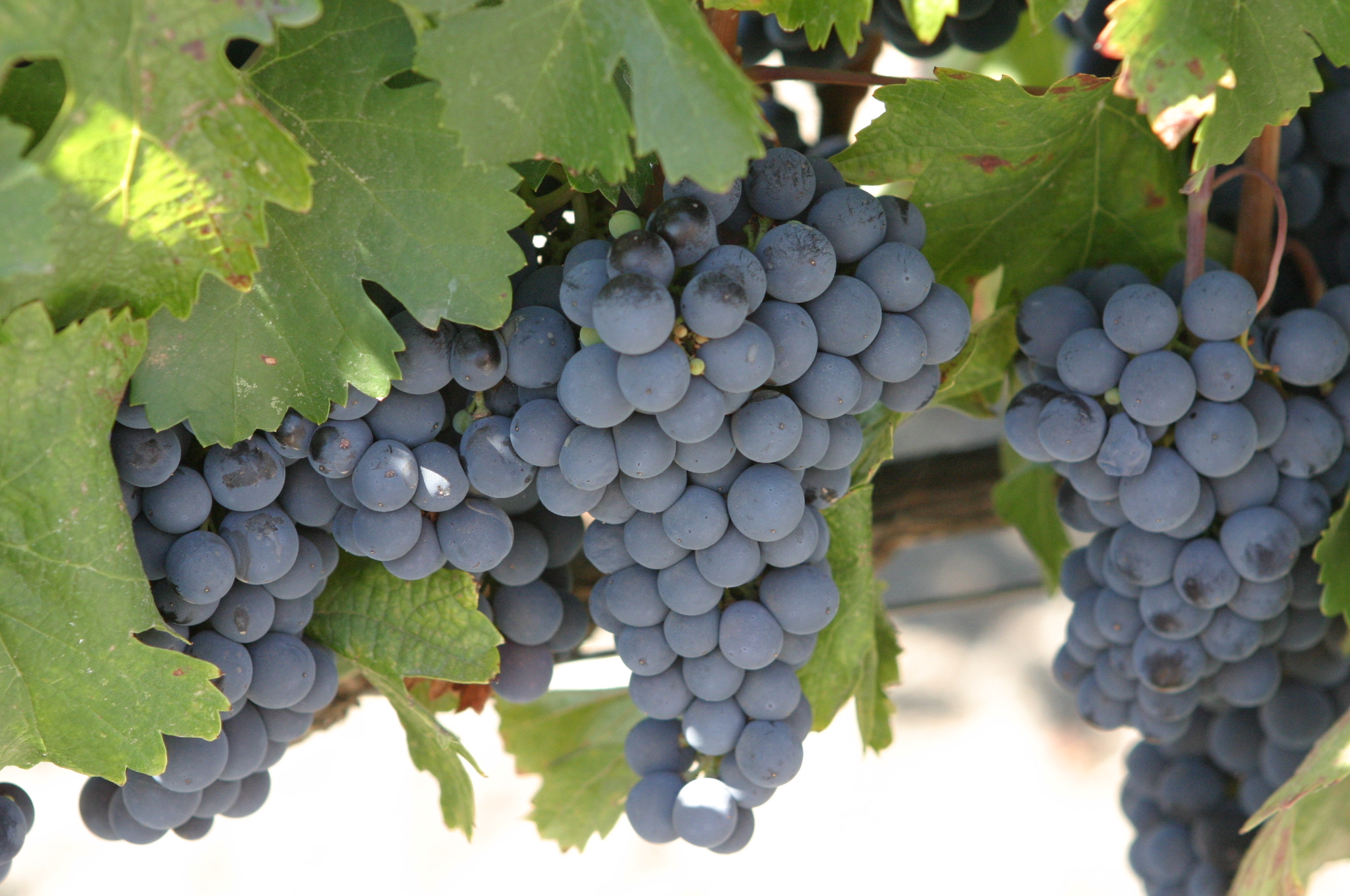
Côt
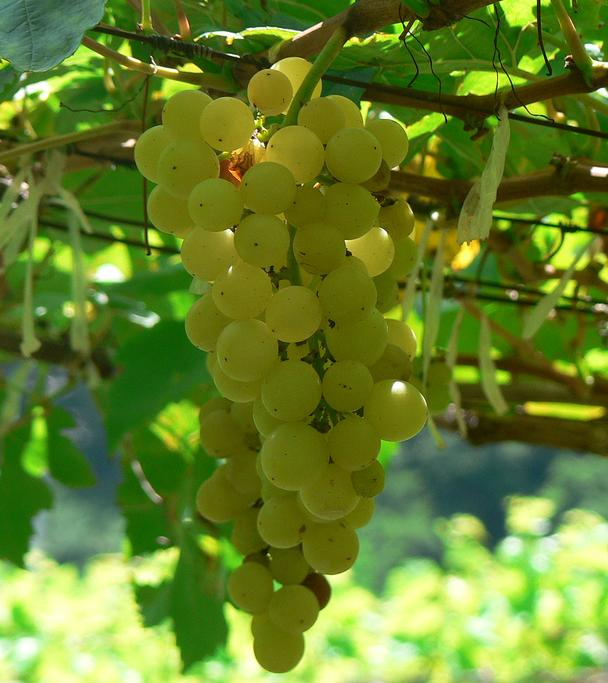
Chenin

### Méthodes culturales

#### Plantation
La densité de plantation doit être au minimum de 4 500 pieds à l'hectare, avec un écartement entre les rangs n'excédant pas 2,1 mètres. Le fil inférieur de palissage ne doit pas être à plus de 0,55 mètre du sol. Le bénéfice de l'appellation d'origine contrôlée ne peut être accordé aux vins qu'à partir de la deuxième année suivant celle au cours de laquelle la plantation a été réalisée avant le 31 août.

#### Taille

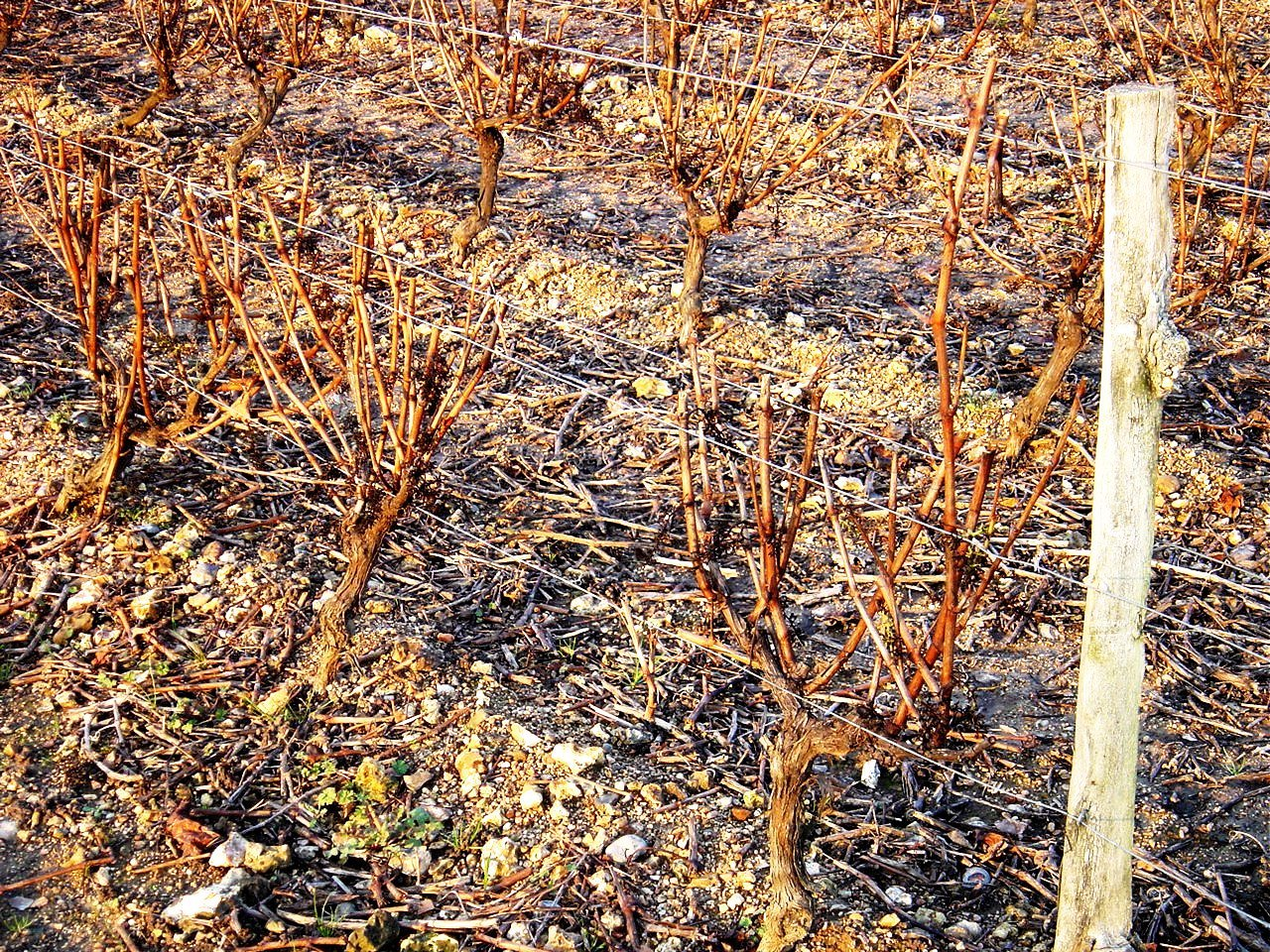
Vignes prétaillées mécaniquement

La taille commence généralement dès la chute des feuilles au mois de novembre, et se prolonge durant les mois d'hiver. Elle est précédée d'une prétaille, effectuée mécaniquement à l'aide d'un enjambeur, permettant de réduire d'environ un quart la durée des opérations manuelles. Plusieurs méthodes de taille de la vigne sont autorisées : 
- La taille dite en « guyot simple », avec une baguette de cinq à huit yeux et un courson de un à trois yeux maximum, le total des yeux francs par souche ne devant pas dépasser onze.
- La taille à trois bras, avec un long bois portant sept yeux francs au maximum et des coursons portant trois yeux francs au maximum, le total des yeux francs par souche ne devant pas dépasser onze.
- La taille courte à coursons portant trois yeux francs au maximum, avec éventuellement un courson à quatre yeux francs, le total des yeux francs par souche ne devant pas dépasser treize.

Ce nombre d'yeux est fixé pour les vignes espacées au maximum d'un mètre sur le rang. Le nombre d'yeux par souche peut être augmenté d'un œil franc par tranche de 0,2 mètre d'espacement supplémentaire.
L'utilisation de sécateurs assistés électriquement ou pneumatiquement a rendu moins pénible et plus rapide les opérations de taille. Les sarments produits sont broyés ou brûlés sur place. La taille et le palissage sont les seules opérations qui demeurent exclusivement manuelles.

#### Culture
On peut distinguer deux grandes catégories de travaux :
- Les travaux mécaniques tels que le labourage la terre pour son aération et la suppression des mauvaises herbes et le rognage, opération permettant l'élimination de la partie supérieure des rameaux pour améliorer l'ensoleillement et rendre les vignes moins sensibles aux maladies.
- Les traitements chimiques, à l'aide de pesticides, destinés au désherbage et à la protection des plants contre les maladies cryptogamiques telles que le mildiou, l'oïdium, la pourriture grise, etc. et les insectes comme l'eudémis et le cochylis. Des opérations sont menées pour tenter de réduire l'impact de ces opérations sur l'environnement.

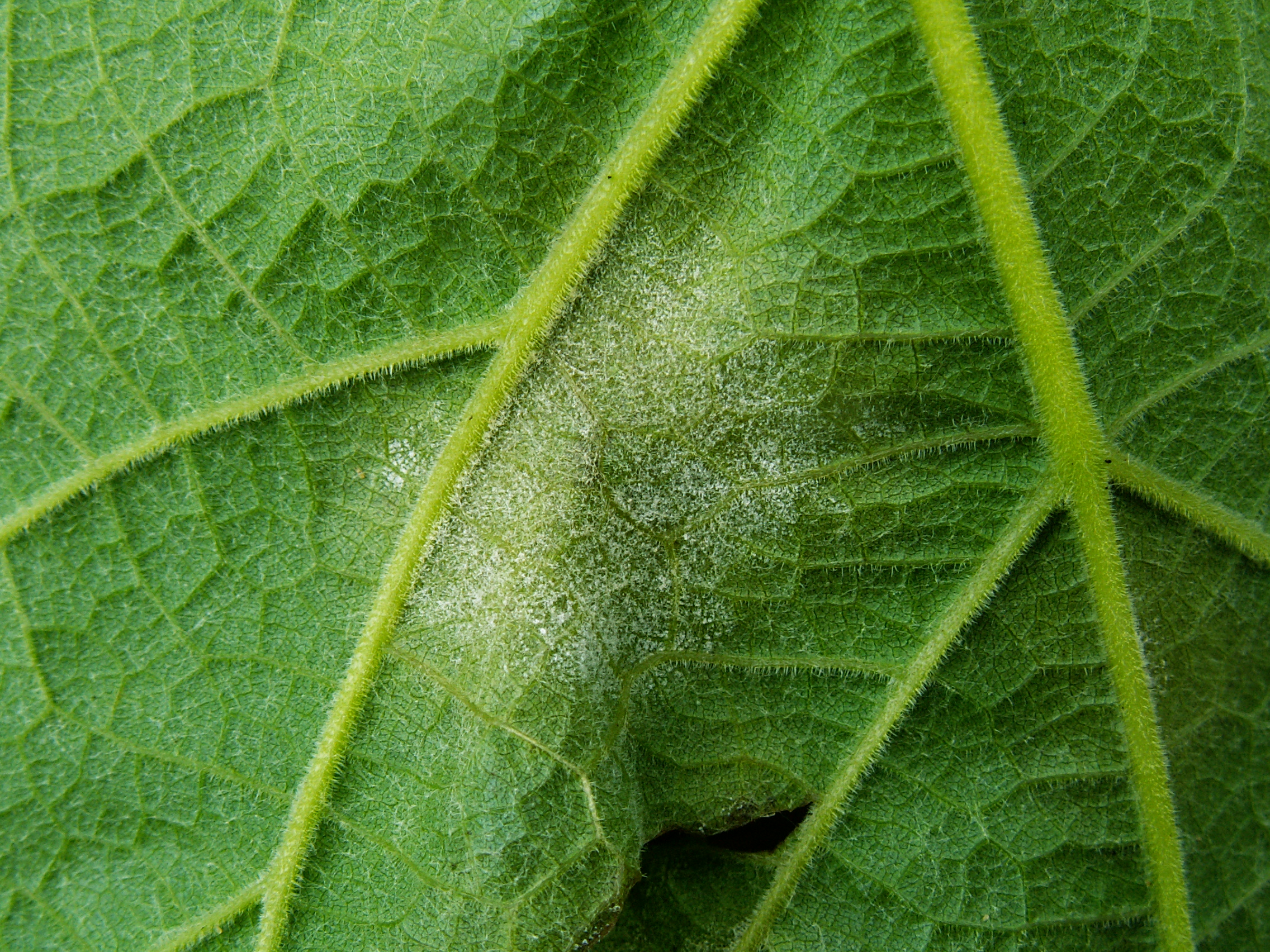
Mildiou.
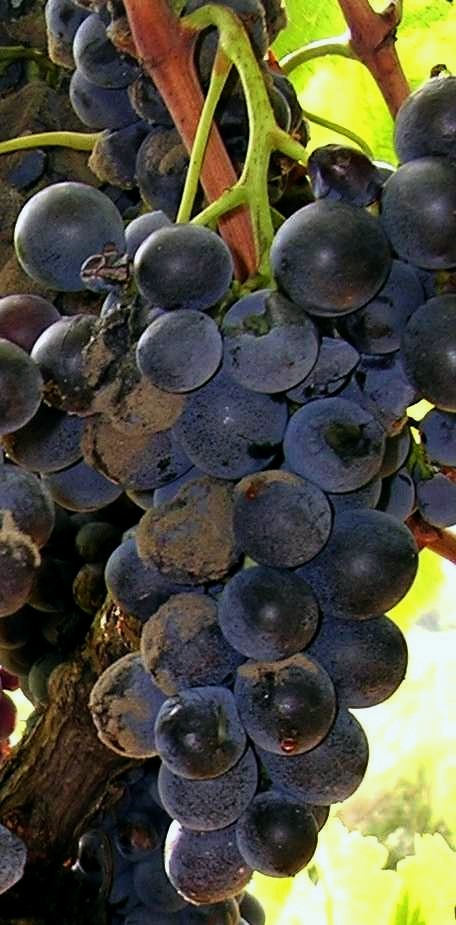
Pourriture grise.
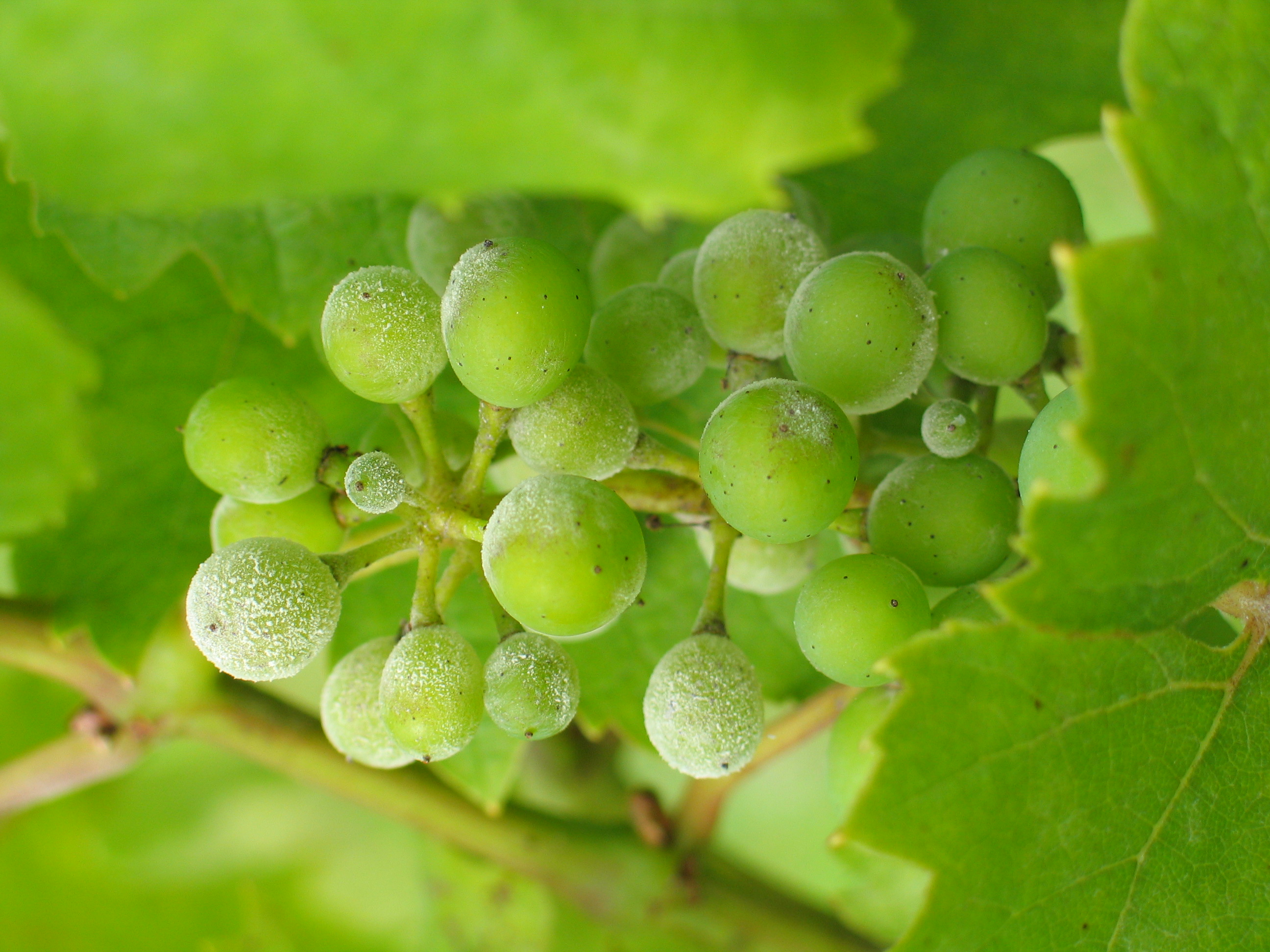
Oïdium.

#### Vendange

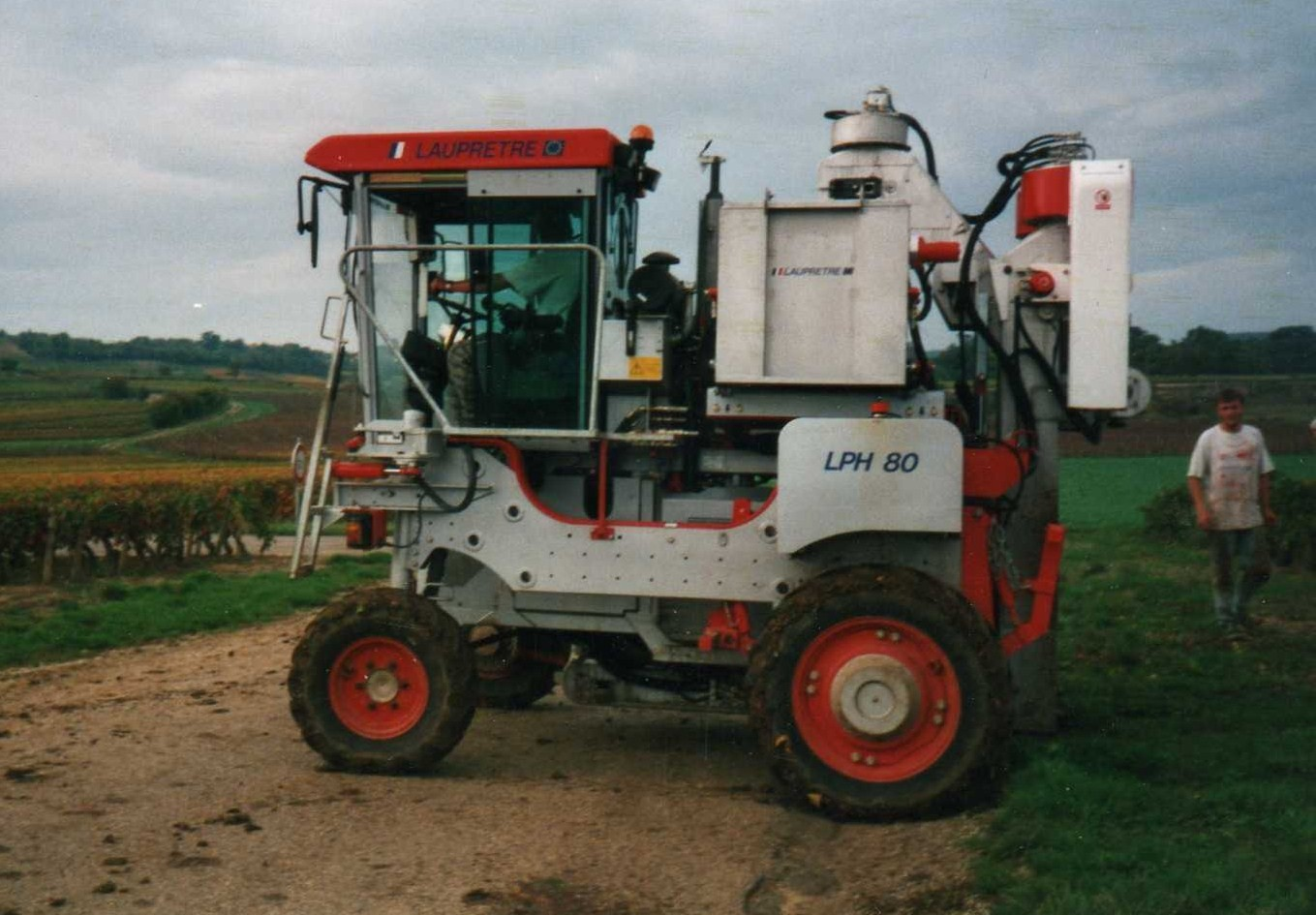
Machine à vendanger

Les vendanges commencent habituellement la seconde semaine de septembre et se poursuivent sur les premières semaines d'octobre. Depuis une quinzaine d'années, l'utilisation des machines à vendanger s'est progressivement généralisée, facilitée par le fait que la quasi-totalité du vignoble est située en terrain plat. En conséquence, les vendanges manuelles ont quasiment disparu.

#### Vinification et élevage
Voici les méthodes générales de vinification. Il existe cependant des petites différences de méthode entre les différents vinificateurs de l'AOC.

##### Vinification en rouge

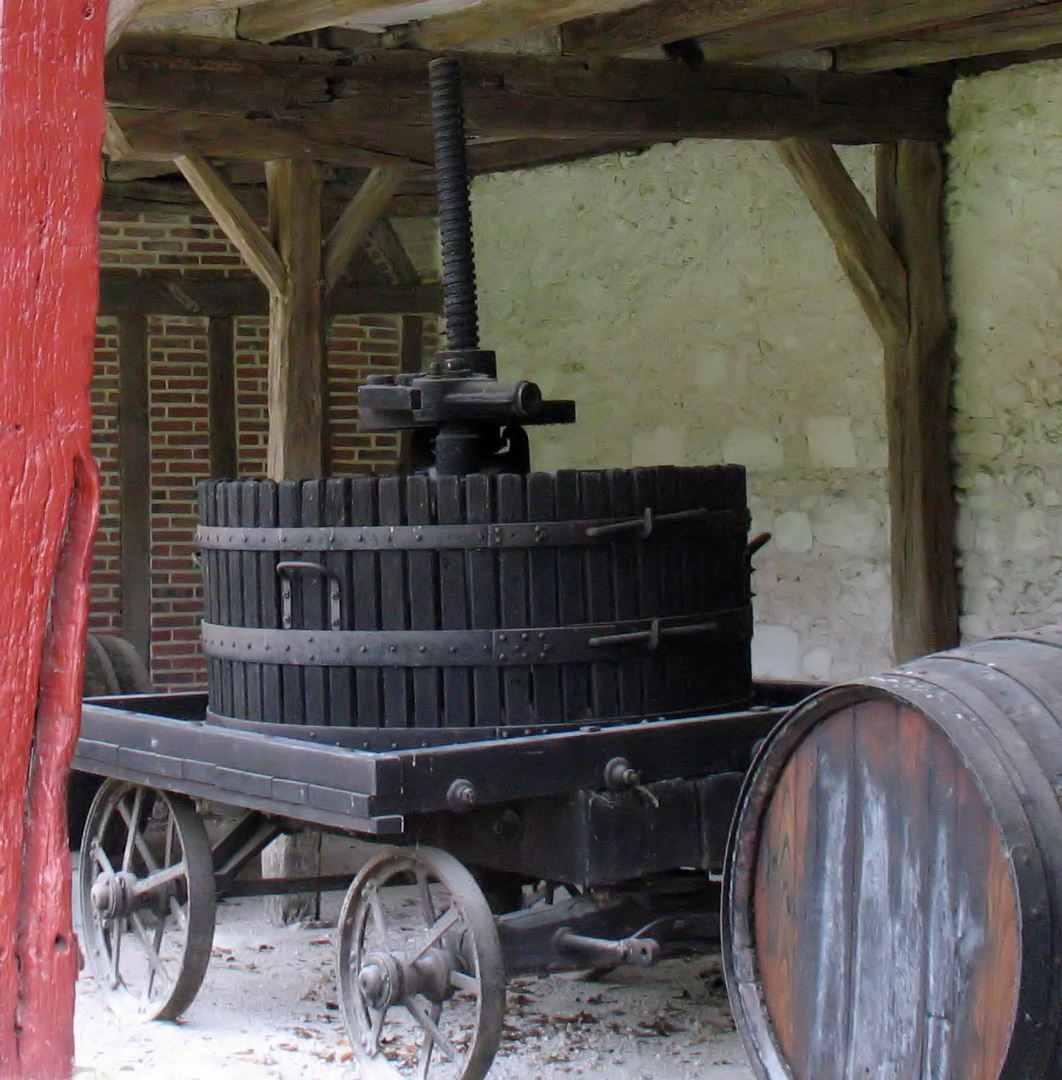
Ancien pressoir tourangeau au château de Chenonceau.

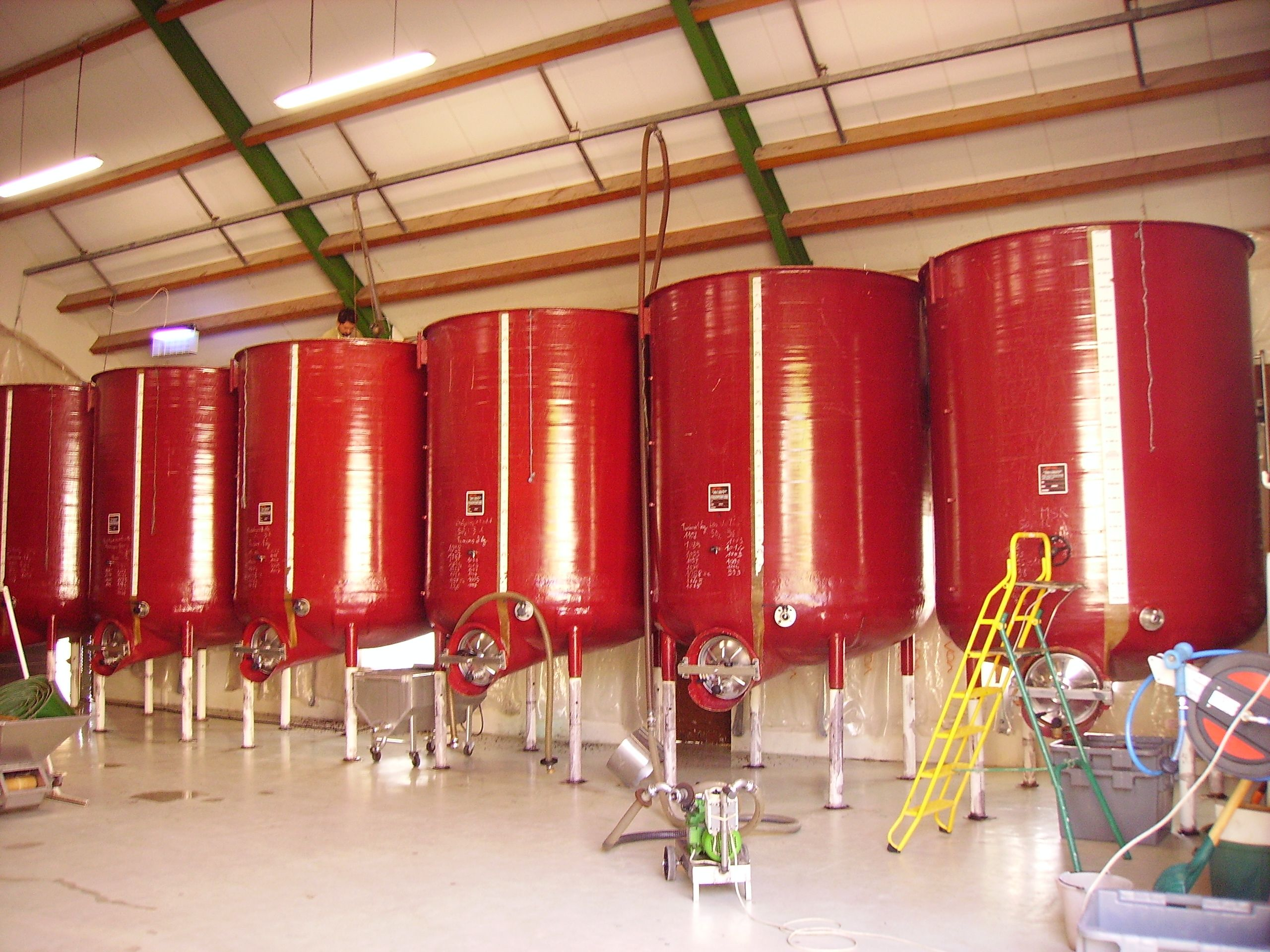
Cuves de fermentation.

La récolte des raisins se fait à maturité et de façon manuelle ou mécanique. La vendange manuelle est parfois triée, soit à la vigne soit à la cave avec une table de tri, ce qui permet d'enlever les grappes pourries ou insuffisamment mûres. La vendange manuelle est généralement éraflée puis mise en cuve. Une macération pré-fermentaire à froid est quelquefois pratiquée. La fermentation alcoolique peut démarrer, le plus souvent après un levurage. Commence alors le travail d'extraction des polyphénols (tanins, anthocyanes) et autres éléments du raisin. L'extraction se faisait par pigeage, opération qui consiste à enfoncer le chapeau de marc dans le jus en fermentation. Plus couramment, l'extraction est conduite aussi par des remontages, opération qui consiste à pomper le jus depuis le bas de la cuve pour arroser le chapeau de marc et ainsi lessiver les composants qualitatifs du raisin. Les températures de fermentation alcoolique peuvent être plus ou moins élevées, avec une moyenne générale de 28 à 35 degrés au maximum de la fermentation. La chaptalisation est réalisée si le degré naturel est insuffisant : cette pratique est réglementée. À l'issue de la fermentation alcoolique suit l'opération de décuvage qui donne le vin de goutte et le vin de presse. La fermentation malolactique se déroule après mais est dépendante de la température. Le vin est soutiré et mis en fût ou cuve pour son élevage. L'élevage se poursuit pendant plusieurs mois (6 à 24 mois) puis le vin est collé, filtré et mis en bouteilles.

##### Vinification en rosé

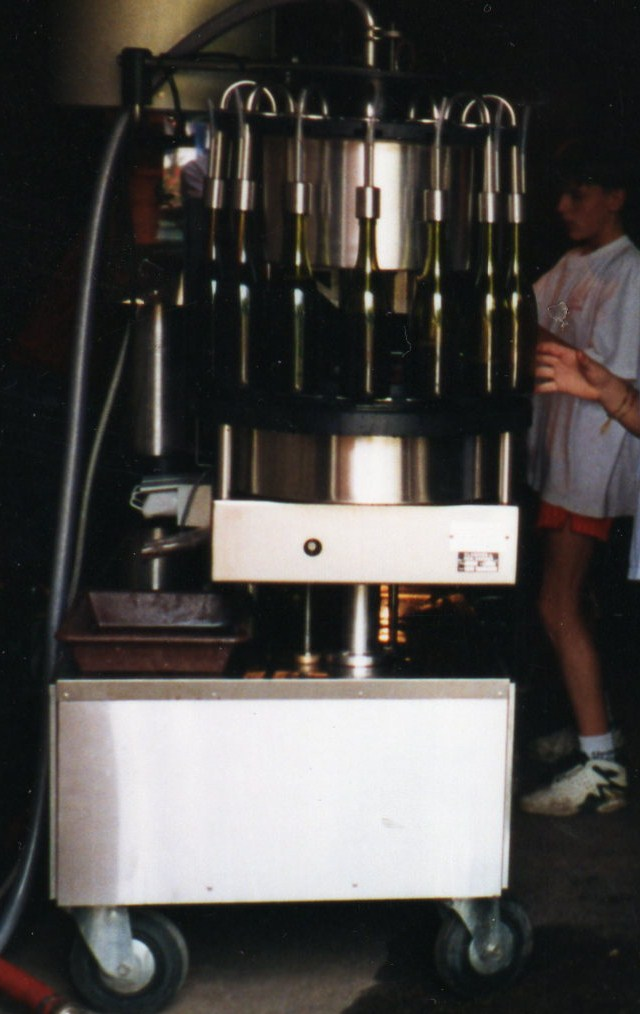
Embouteilleuse

Récolte manuelle ou mécanique. Deux méthodes sont utilisées avec soit le pressurage (rosé de pressurage) soit une mise en cuve de la vendange pour un début de macération : c'est la saignée (rosé de saignée), effectuée avec le tirage du jus de la cuve. La fermentation alcoolique se passe en cuve comme pour le blanc avec suivi de température, chaptalisation, etc. La fermentation malolactique suit. L'élevage se passe en cuve, parfois en fût. Enfin, le vin est filtré et mis en bouteille.

##### Vinification en blanc
Comme pour le rouge, la récolte est manuelle ou mécanique et peut être triée. Les raisins sont ensuite transférés dans un pressoir pour le pressurage. Une fois le moût en cuve, le débourbage est pratiqué généralement après un enzymage. À ce stade, une stabulation préfermentaire à froid (environ 10 à 12 degrés pendant plusieurs jours) peut être recherchée pour favoriser l'extraction des arômes. Mais le plus souvent, après 12 à 48 heures, le jus clair est soutiré et mis à fermenter. La fermentation alcoolique se déroule avec un suivi tout particulier pour les températures qui doivent rester à peu près stables (18 à 24 degrés). La chaptalisation est aussi pratiquée pour augmenter le titre alcoométrique volumique si nécessaire. La fermentation malolactique puis l'élevage sont réalisés en fûts ou en cuves. À la fin, la filtration du vin est pratiquée pour rendre les vins plus limpides. La mise en bouteille clôture l'opération.

##### Vinification en vin effervescent
Récolte du raisin. La vendange passe au pressurage. Le débourbage est pratiqué. La fermentation alcoolique s'effectue après. C'est la même vinification qu'en blanc. La fermentation malolactique se passe après avec l'élevage du vin blanc (en cuve). C'est après que la champagnisation se déroule avec l'ajout de liqueur de tirage, puis la prise de mousse avec le remuage. Une fois cette fermentation en bouteille faite, le dégorgement est effectué, suivi du dosage avec l'ajout de liqueur de dosage et le bouchage juste après.

### Rendements
Les rendements de base et maximaux pour l'AOC, fixés par le décret du 12 juillet 1994, sont les suivants :
| Rendement à l'hectare | Rouge    | Rosé     | Blanc    | Pétillant |
| Rendement de base     | 55 hl/ha | 55 hl/ha | 60 hl/ha | 78 hl/ha  |
| Rendement butoir      | 67 hl/ha | 67hl/ha  | 70 hl/ha | 78 hl/ha  |

### Titres alcoométriques volumiques minimal et maximal
Les vins de l'AOC touraine-amboise doivent provenir de raisins récoltés à bonne maturité et présenter les titres alcoométriques volumiques naturels suivants : 
| Titre alcoométrique volumique | Rouge      | Rosé       | Blanc      | Pétillant  |
| Minimal                       | 9,5 % vol  | 9,5 % vol  | 10 % vol   | 8,5 % vol  |
| Maximal                       | 12,5 % vol | 12,5 % vol | 12,5 % vol | 12,5 % vol |

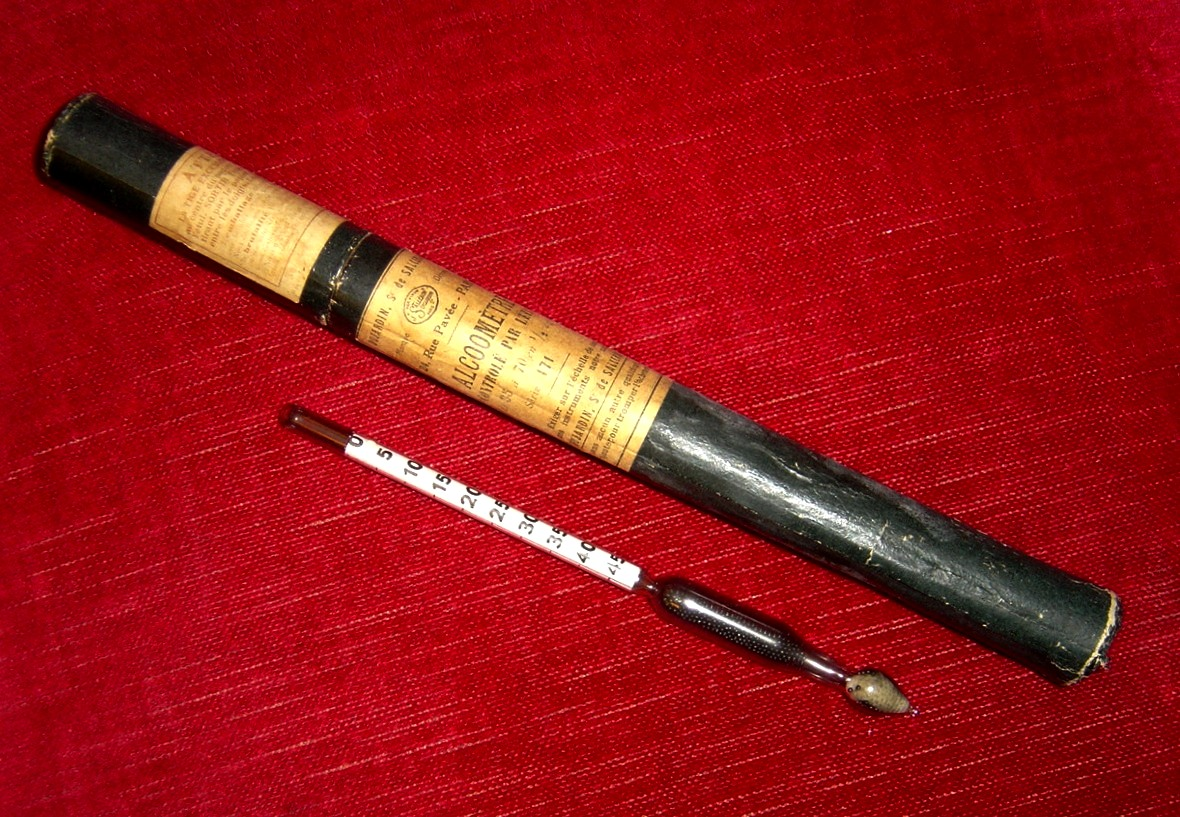
Alcoolmètre début XXe siècle.

Un dépassement de la limite supérieure peut être autorisé si le vin a été élaboré sans aucun enrichissement, après enquête effectuée par l'INAO sur demande de l'exploitant présentée avant la vendange des vignes concernées. Ces limites sont susceptibles d'être modifiées en fonction de l'évolution des conditions climatiques.
Même lorsqu'il est accordé une autorisation d'enrichissement par sucrage à sec (chaptalisation), le titre alcoométrique volumique total maximum de 12,5 % ne peut être dépassé.
Richesse en sucre
Les vins de l'AOC touraine-amboise ne peuvent être considérés être à bonne maturité si leur richesse en sucre est inférieure à 153 grammes par litre de moût. Cette valeur doit être de 136 grammes par litre de moût pour les blancs pétillants.

### Terroir et vins
Le terroir est constitué alternativement de « perruches » et d'« aubuis ». Les perruches sont des argiles à silex qui se réchauffent facilement et sont à l'origine du goût de pierre à fusils. L'aubuis est un mélange d'argiles calcaires perméables et fertiles qui donne de la puissance au vin et convient parfaitement aux vignes blanches.

### Structure des exploitations
Une des caractéristiques de l'AOC est la multiplicité de petites exploitations familiales, même si l'on observe la disparition progressive des toutes petites parcelles, exploitées par des retraités ou de salariés, pour qui cette production n'était qu'un revenu d'appoint à d'autres activités.

### Type de vins et gastronomie

#### Types de vins

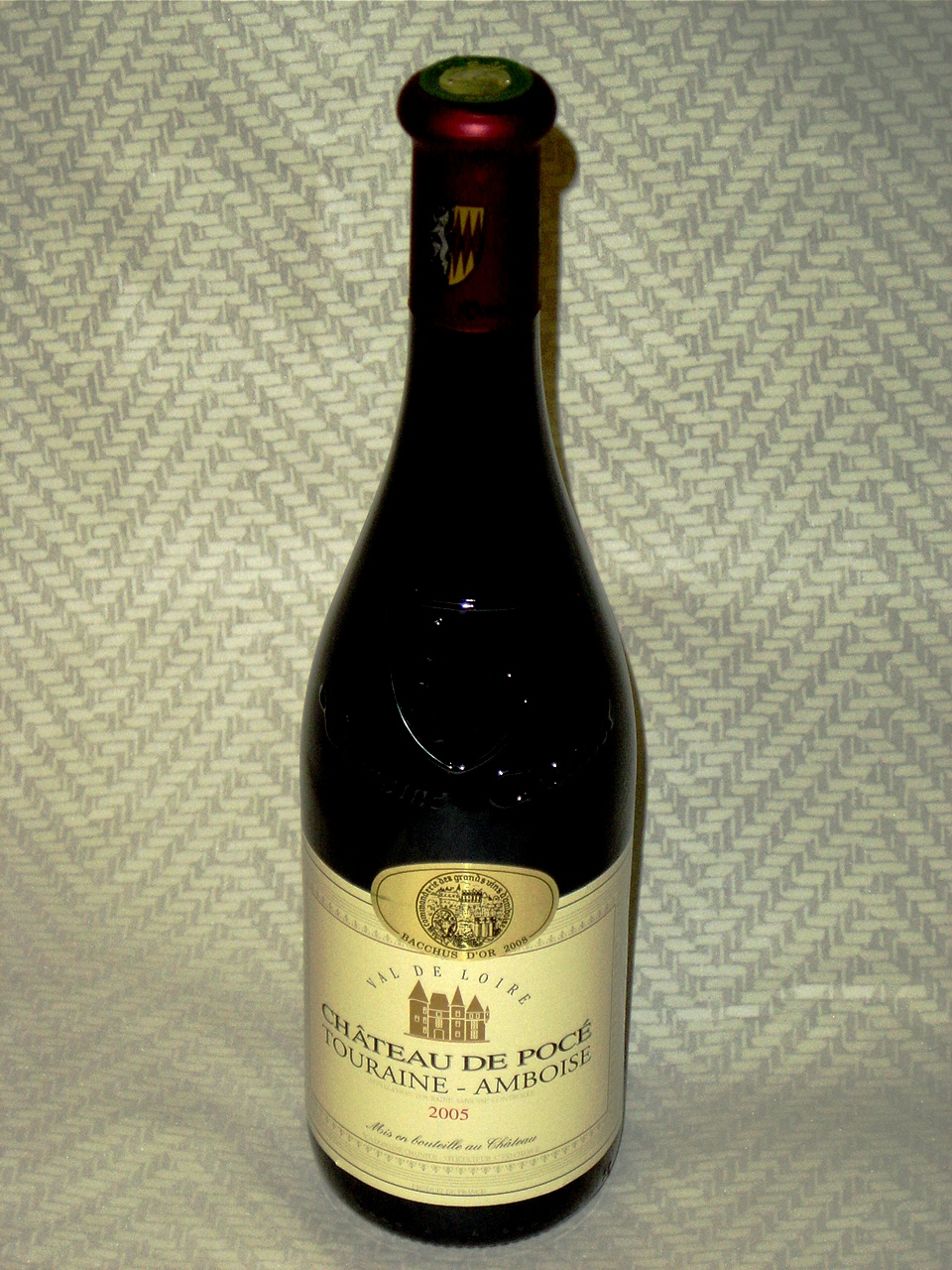
Bouteille de touraine-amboise titulaire d'un Bachus d'or

- Les vins rouges sont fruités, complets et équilibrés, avec une robe profonde. Servis entre 14 °C et 16 °C ils accompagnent gibiers, viandes et fromages. Leur garde moyenne est comprise entre 2 et 5 ans, plus pour les cuvées vieillies en futs de chêne.
- Les vins rosés sont issus des mêmes cépages que les vins rouges, mais leur durée de macération est réduite et ils sont rapidement mis en bouteille. Souples et frais, avec des arômes de petits fruits rouges, ils doivent être servis entre 10 °C et 12 °C. Ils accompagnent entrées et grillades.
- Les vins blancs tranquilles sont déclinés en secs, demi-secs et moelleux, selon l'ensoleillement. Ils ont une bouche souple et parfois dense, avec des arômes de fruits frais et d'agrumes. Servis à 10 °C les secs accompagnent poisson et fruits de mer, les demi-secs sont plus adaptés aux poissons en sauces et aux charcuteries. Les moelleux vont particulièrement bien avec les foies gras et les desserts. Ils peuvent également être servis en apéritifs. Leur garde moyenne est comprise entre 2 et 5 ans.

Vins de l'AOC Touraine
- Les vins effervescents sont déclinés en méthode traditionnelle, très fruités et parfaits pour confectionner des kirs, et en crémant de Loire, idéal pour les fins de repas.

#### Millésimes
| Année exceptionnelle | Article de qualité |
| Grande année         | Bon article        |
| Bonne année          | ***                |
| Année moyenne        | **                 |
| Année médiocre       | *                  |
| -------------------- | ------------------ |

Vins rouges
| Millésimes 2000  | 2009 | 2008 | 2007        | 2006        | 2005               | 2004 | 2003        | 2002 | 2001 | 2000               |
| ---------------- | ---- | ---- | ----------- | ----------- | ------------------ | ---- | ----------- | ---- | ---- | ------------------ |
| Caractéristiques | ?    | ***  | ***         | **          | Article de qualité | ***  | Bon article | ***  | ***  | ***                |
| Millésimes 1990  | 1999 | 1998 | 1997        | 1996        | 1995               | 1994 | 1993        | 1992 | 1991 | 1990               |
| Caractéristiques | ***  | **   | Bon article | Bon article | ***                | *    | **          | ***  | ***  | Article de qualité |

Vins blancs secs et demi-secs
| Millésimes 2000  | 2009 | 2008 | 2007 | 2006 | 2005        | 2004        | 2003 | 2002        | 2001        | 2000        |
| ---------------- | ---- | ---- | ---- | ---- | ----------- | ----------- | ---- | ----------- | ----------- | ----------- |
| Caractéristiques | ?    | **   | ***  | ***  | Bon article | Bon article | ***  | Bon article | Bon article | Bon article |
| Millésimes 1990  | 1999 | 1998 | 1997 | 1996 | 1995        | 1994        | 1993 | 1992        | 1991        | 1990        |
| Caractéristiques | ***  | ***  | ***  | ***  | **          | **          | ***  | ***         | **          | Bon article |

Vins blancs moelleux
| Millésimes 2000  | 2009 | 2008 | 2007               | 2006               | 2005        | 2004 | 2003        | 2002 | 2001        | 2000               |
| ---------------- | ---- | ---- | ------------------ | ------------------ | ----------- | ---- | ----------- | ---- | ----------- | ------------------ |
| Caractéristiques | ?    | ***  | ***                | **                 | Bon article | ***  | Bon article | ***  | Bon article | **                 |
| Millésimes 1990  | 1999 | 1998 | 1997               | 1996               | 1995        | 1994 | 1993        | 1992 | 1991        | 1990               |
| Caractéristiques | ***  | **   | Article de qualité | Article de qualité | Bon article | ***  | ***         | **   | **          | Article de qualité |

| Sources : votresommelier.com - oenolis.com - eccevino.com - abrege.com |

### Commercialisation
La commercialisation est faite en grande partie directement par les vignerons producteurs dans leurs caves, le plus souvent creusées dans le tuffeau, et par le Cellier Léonard de Vinci à Limeray, cave coopérative créée en 1931, par Charles Bellamy et quelques vignerons de la région, sous le nom de « Cave des vignerons de Limeray » et rebaptisée en 1995. La vente à la clientèle est assurée par le Caveau des vignerons d'Amboise, situé au pied du château d'Amboise, ainsi que dans les différentes boutiques d'Amboise et des villes des alentours.
Des « foires aux vins » sont régulièrement organisées, à Pâques et dans la semaine du 15 août, dans le tunnel creusé dans le tuffeau, sous le château d'Amboise.
Le premier ou second dimanche de juillet est consacré à une promenade gourmande d'environ 5 km parmi les vignes du village de Limeray, organisée avec le concours du Lions Club d'Amboise les Deux Vallées, au profit d'actions humanitaires. Elle permet aux vignerons de faire découvrir les vins locaux et les spécialités tourangelles, avec la complicité de la Commanderie des Grands Vins d'Amboise et des confréries gourmandes de la région.

## Commanderie des Grands Vins d'Amboise

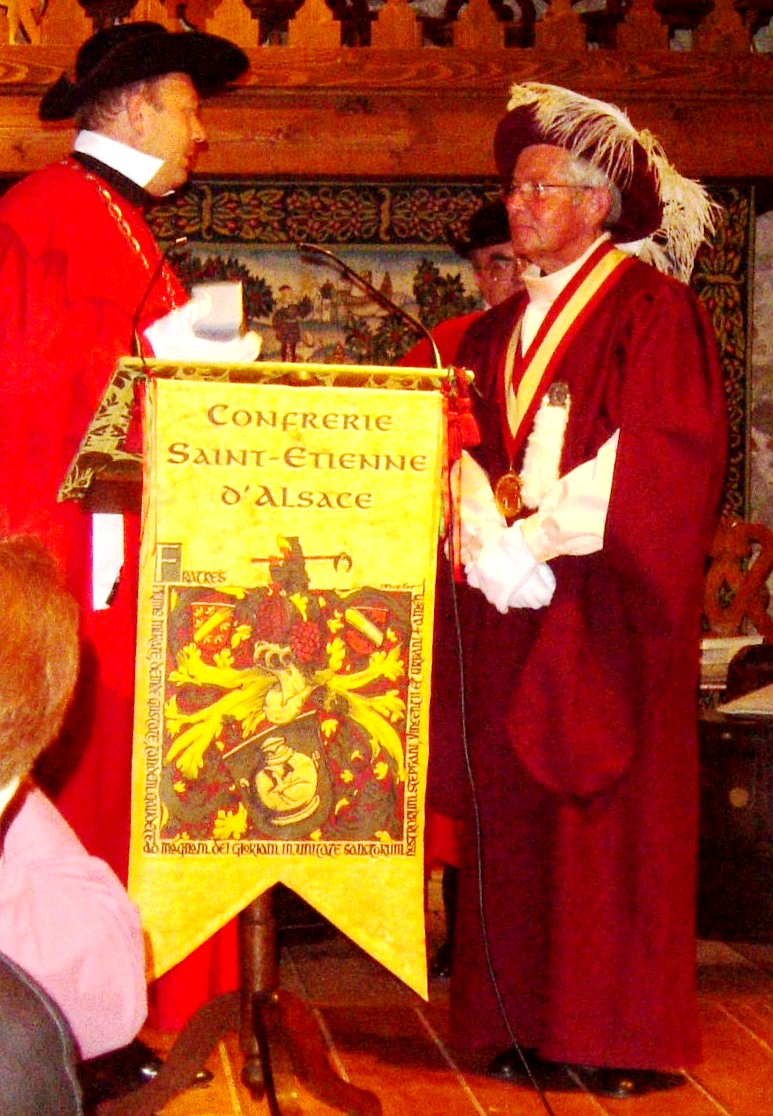
Réception de la Commanderie des Grands Vins d'Amboise par la Confrérie Saint-Étienne d'Alsace

La Commanderie des Grands Vins d'Amboise est une confrérie bachique créée le 15 avril 1967 par une équipe de viticulteurs, soutenus dans leur projet par Michel Debré, président d’honneur du Syndicat des Vins de Touraine Amboise.
Elle doit sa dénomination au souvenir d'une commanderie de l'ordre hospitalier des Chevaliers de Saint-Jean-de-Jérusalem installée au Moyen Âge dans l'île d'Or, située au pied du Château d'Amboise. La commanderie a pris pour devise « Nos Roys l'ont aymé » en référence à la charte de Louis XI ordonnant de vendre le vin d'Amboise, avant tout autre, sur le marché de Tours. Elle a pour objectif la promotion des vins de l'aire d'appellation touraine-amboise en France, en Europe et dans le monde.
Aux termes d'un arrêté ministériel en date du 11 août 2003  la Commanderie est l'une des dix confréries bachiques de France habilitée à attribuer des distinctions, en l'occurrence des « Bacchus d'Or », aux vins tranquilles dans le cadre d'un concours vinicole.
La Commanderie tient, traditionnellement, deux Chapitres par an :
- Celui de la Saint-Vincent tournante en janvier, patron des Vignerons, qui se déroule à tour de rôle dans l'une des dix communes de l'appellation. Lors de ce Chapitre, les vignerons les plus anciens et les plus méritants du village sont mis à l'honneur.
- Celui des vendanges qui se déroule dans les caves de la Croix-Douillard à Amboise où, ceux qui le désirent, peuvent être intronisés sur demande.

## Dans la littérature

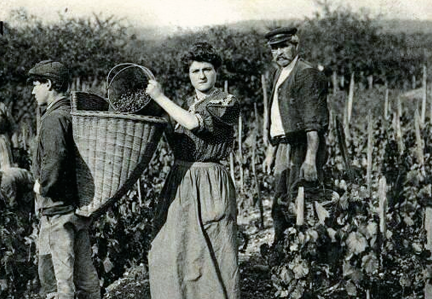
Vendanges à l'époque de Mélie

On doit à l'écrivain régionaliste Robert Morin (1893-1925), qui habita dans les années 1920 le manoir de Ménard à Pocé-sur-Cisse, l'écriture de son chef-d'œuvre Mélie buttelière, publié après sa mort en 1926. Mélie résidait dans une habitation troglodytique, située à mi-coteau, entre les hameaux de Fourchette et de Moncé à Limeray, au cœur des vignobles de l'actuelle AOC. Son métier de buttelière consistait à remonter en haut des coteaux, à l'aide d'une petite hotte appelée « buttelet », la terre ravinée par les pluies pour rechausser les ceps de vigne. À travers quelques moments de son existence, l'auteur évoque la vie et le parler savoureux des vignerons locaux au début du XXe siècle : 

« Des vignes en plaine!... On n'y fait que de la boite. Je n'donnerais pas un quartier de pente pour un erpent de plaine. Le vin qu'on y récolte est pus doucieux et pus fort, et si l'on peine davantage, on a du moins l'agrément, en travaillant, de voir devant soi, toute la vallée de la Loire, dedpuis l'châtiau d'Chaumont jusqu'au châtiau d'Amboise... Quand l'printemps vint, c'est verdoyant, c'est fleuri, c'est varmeil. »